# Obronność
Obronność – dziedzina bezpieczeństwa narodowego obejmująca przeciwstawianie się zagrożeniom polityczno-militarnym przy wykorzystaniu zorganizowanych w system wojskowych i cywilnych zasobów państwa. W praktyce obronność oznacza możliwość odparcia agresji oraz przygotowania państwa do działalności obronnej.